# Represa de García de Sola
A represa de García de Sola é uma barragem situada em Espanha, concretamente na zona de Estremadura, cerca de Talarrubias, Badajoz. Foi construída no ano 1962 dentro das atuações do chamado Plano Badajoz, no que se construíram vários barragens na zona com o objetivo de alojar água para os regadios que se previam implantar na província de Badajoz. Dispõe de uma central hidroelétrica situada no pé da represa. Também podemos encontrar a uns metros de dita represa o povoado García de Sola ou Puerto Peña, no qual alguns dos trabalhadores de Confederação dispõem de uma moradia. Este represa tem entre seis e sete comportas e aloja água do rio Guadiana.

## Meio natural

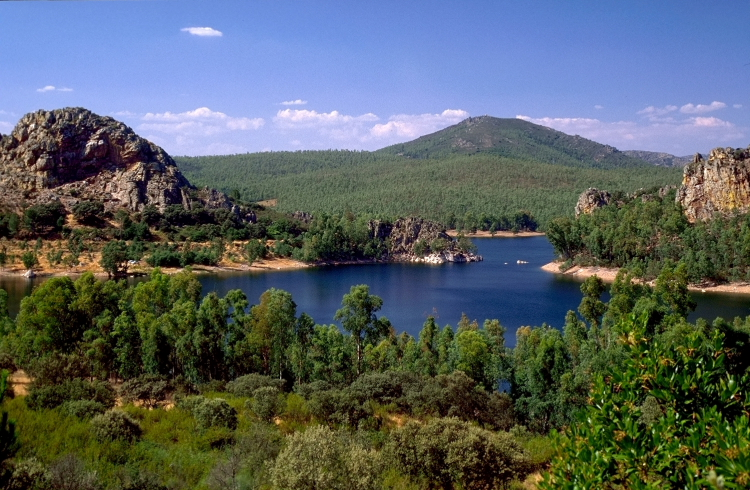
Meio natural sobre o que se situa a represa

A represa localiza-se num lugar de grande beleza, entre grandes formações rochosas e densa vegetação formada por bosque mediterrâneo, pinhais e eucaliptos.
Este lugar tem um alto valor em avifauna, podendo-se observar numerosas espécies aves, como por exemplo o abutre leonado, o abutre negro, a cegonha negra, a águia real, o águia perdigeira, a águia calçada, o Falcão peregrino, o açor, o cernícalo primilla, ...
Também é de destacar as populações piscícolas presentes na represa, o fazendo muito atraente a pescadores de toda Espanha. Em suas águas convivem o Lucio (alguns de grande tamanho) junto com Micropterus salmoides, Percasoles, Barbos ou carpas.

## Turismo

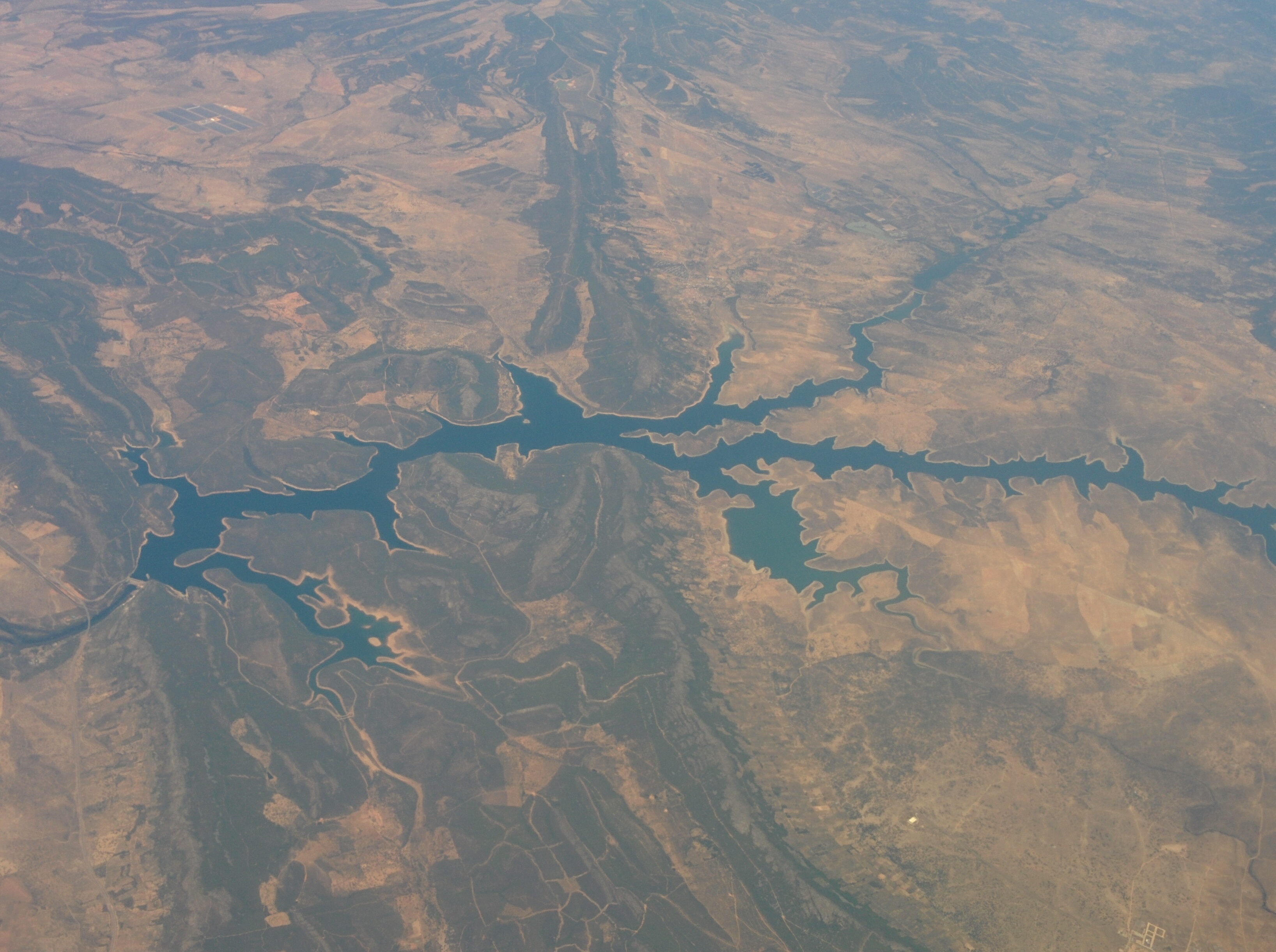
Vista aérea

Devido à beleza da paisagem, no que se entremisturam a água, as formações rochosas, e as coberturas de matorral e bosques, se desenvolveu uma boa infra-estrutura turística que tem permitido que na zona da represa se reúnam numerosos veraneantes e turistas.
Em suas águas pode praticar-se canoismo, navegação a motor, vela, e também tem habilitadas zonas para o banho e embarcações.
Também se desenvolveu na zona um camping de 1ª categoria, (conta com seu centro de interpretação). Também a represa, conta com um bar-restaurante para a gente que se dirija a banhar na zona; mas a uns poucos metros, direção Talarrubias podemos encontrar o povoado de Pântano Puerto Peña, com diferentes rotas e que conta com um restaurante, uma pequena ermita (aberta no primeiro domingo da cada mês, para toda a pessoa que queira ir), e o viveiro.

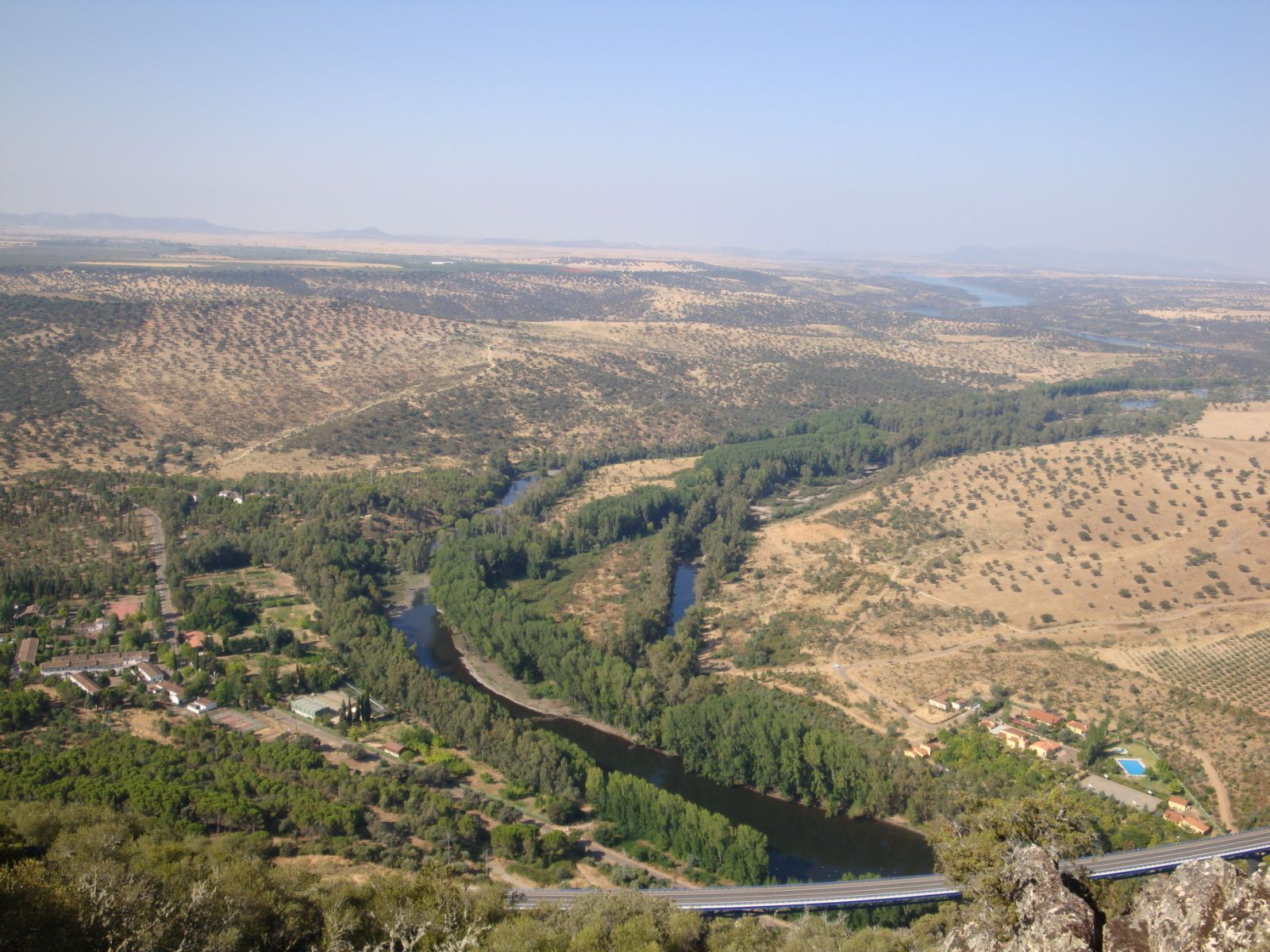
Vistas desde antena. Povoado García de Solo

Em ditas formações rochosas, através de uma caminhada ou caminho (a uns 200 metros da represa) podemos encontrar a denominada "Gruta de la mora" desde onde poderemos desfrutar de umas vistas maravilhosas da zona da represa e dos abutres que aninham nas falésias; ainda que se acedemos um pouco mais para acima encontramos o miradouro desde onde podemos ver a natureza, ou o camping da zona. As vistas desde ali acima são realmente espectaculares, não só pelas paisagens, também porque com um pouco de sorte veremos aos abutres sobrevoando a zona por cima e por baixo de nós; e inclusive pode-se apreciar a mudança da paisagem devido à nacional.     
A paisagem nos arredores da represa é muito bonito. A represa está rodeada de grandes falésias, riscos e promontórios rochosos moteados de vegetação, a grande extensão de água da represa e o leito do Guadiana que retoma o seu curso depois da represa.